# Левакантський хукумат
Сарба́ндська но́хія (тадж. Ноҳияи Сарбанд) — адміністративна одиниця другого порядку в складі Хатлонського вілояту Таджикистану. Центр — місто Сарбанд, розташований за 12 км від Курган-Тюбе.

## Географія
Нохія розташована в долині річки Вахш. На заході межує з Бахтарською, на півдні — з Вахською, на сході — з Дангаринською нохіями, на півночі — з Джамійською нохіями Хатлонського вілояту.

## Адміністративний поділ
Адміністративно нохія поділяється на 2 джамоати та 1 місто (Сарбанд):
| Сарбандська нохія (2002) |           |                 |
| Джамоат                  | Населення | Центр           |
| Вахдатський джамоат      | 3863      | кишлак Вахш     |
| Гулістанський джамоат    | 10303     | кишлак Гулістан |

## Історія
Нохія була частиною Курган-Тюбинського району в складі Курган-Тюбинської області Таджицької РСР. Після надання Курган-Тюбе статус міста обласного підпорядкування район був поділений, однією частиною якого і став Калінінабадський район. Із здобуттям Таджикистаном незалежності район став називатись Калінінабадською нохією, а з лютого 1996 року перейменований на Сарбандську нохію.